# Danilo Di Luca
Danilo Di Luca, nascut el 2 de gener de 1976 a Spoltore, és un ciclista professional italià.
Va començar la seva carrera professional el 1998 amb l'equip italià Riso Scotti-MG Boys Maglificio. Tanmateix, la seva primera victòria professional no va arribar fins al 1999 quan, després de fitxar per l'equip Cantina Tollo-Alexia, va guanyar la primera etapa del Giro d'Abruzzo. Encara va romandre a l'equip després de la seva fusió amb l'estructura d'Acqua & Sapone-Cantina Tollo, aconseguint victòries importants l'any 2001 tals com la quarta etapa del Giro d'Itàlia i la clàssica de tardor Giro di Lombardia. Aleshores, va ser traspassat a l'equip Saeco-Longoni Sport.
Durant la seva estada a Saeco-Longoni va tenir una llarga ratxa de mala sort, que va començar quan va perdre la Volta al País Basc en l'última etapa, una cronoescalada en què Andreas Klöden va prendre el lideratge i la victòria final. Això, junt amb una successió de lesions i una falta de confiança per part dels directors, va fer que el seu rendiment es ressentís durant bastants anys.
Aleshores va fitxar pel nou equip Liquigas-Bianchi a la temporada 2005, amb companys d'equip tals com en Mario Cipollini, campió del món a Zolder el 2002, en Dario Cioni (quart a l'edició anterior del Giro), en Stefano Garzelli, guanyador del Giro del 2002, i en Magnus Bäckstedt, guanyador de la Paris-Roubaix el 2004. Va ser el líder de l'equip per la campanya de clàssiques de primavera.
Sa primera victòria d'aquesta temporada va arribar a la primera etapa de la cursa UCI ProTour Volta al País Basc, on també es va emportar la victòria final després de derrotar n'Aitor Osa a l'última contrarellotge. Després va continuar demostrant una gran forma en les clàssiques de primavera, i va guanyar l'Amstel Gold Race i la Fletxa Valona, agafant el mallot blanc de líder de l'UCI ProTour del belga Tom Boonen. Només una exhibició per part d'en Jens Voigt i el guanyador Aleksandr Vinokúrov va evitar que en Danilo repetís la gesta d'en Davide Rebellin un any abans, quan l'italo-argentí va guanyar en una sola setmana les tres clàssiques de les Ardennes seguides.
Després de la seva ratxa de victòries va començar el Giro d'Itàlia de 2005, on va aconseguir dues etapes i va acabar quart a la classificació general. Després va descansar unes quantes setmanes i va prendre part en el Deutschland-Tour i el Volta a Polònia. En aquesta última cursa, va acabar en un sòlid cinquè lloc.
Es va assegurar matemàticament ser el primer campió de la història de l'UCI ProTour amb un quart lloc a la Züri-Metzgete.
L'any 2006, en què ell va centrar tota la temporada al voltant del Giro d'Itàlia, que volia guanyar, va començar amb unes bones actuacions a la Tirrena-Adriàtica, però quan va arribar la corsa rosa es va enfonsar i ni tan sols fou el millor del seu equip.
Es retirà del Tour de França després de la primera etapa a causa d'una infecció de pròstata, però es recuperà a temps per a guanyar la cinquena etapa de la Volta a Espanya, posant-se el mallot de líder.
La seva temporada 2007 va començar amb bon peu amb una victòria a la semiclàssica italiana Milà-Torí, però uns dies després va haver de renunciar a córrer la Tirrena-Adriàtica a causa d'un procés gripal. Una victòria d'etapa a la Setmana Internacional de Coppi i Bartali va ser el preludi a una existosa campanya primaveral, amb dos tercers llocs a l'Amstel Gold Race i la Fletxa Valona i un sensacional triomf a la Lieja-Bastonya-Lieja.
El seu principal èxit arriba al Giro d'Itàlia de 2007 on va guanyar dues etapes i va endur-se la maglia rosa final.
El 16 d'octubre de 2007 és condemnat a tres mesos de suspensió per la seva implicació en el cas Oil for Drugs.
Al Giro d'Itàlia de 2009 va acabar 2n, aconseguint també la victòria en una etapa. Però dies més tard, en una anàlisi dona positiu per CERA i després de confirmar-se els resultats és desclassificat del Giro i sancionat amb 2 anys.
L'any 2011 torna a competir, primer amb l'equip Katusha, el 2012 amb l'Acqua & Sapone i actualment amb el Vini Fantini-Selle Italia. El 24 de maig de 2013, durant la disputa del Giro d'Itàlia es va fer públic que Danilo Di Luca (Vini Fantini-Selle Italia) havia donat positiu per EPO en un control antidopatge fet pocs dies abans de començar el Giro, per la qual cosa fou expulsat de la cursa i acomiadat per l'equip. Al Desembre del 2013, el Tribunal antidopatge italià el va sancionar de per vida, ja que era reincident, i també amb una multa de 35.000 euros.

## Palmarès
- 1994
  - 1r al Giro de la Lunigiana
- 1997
  - Vencedor de 3 etapes del Giro de les Regions
- 1998
  -  Campió d'Itàlia sub-23 en ruta
  - 1r al Giro del Friül-Venècia Júlia i vencedor d'una etapa
  - Vencedor de 2 etapes al Tríptic de les Ardenes
- 1999
  - Vencedor d'una etapa al Giro dels Abruços
- 2000
  - 1r al Gran Premi de la indústria i l'artesanat de Larciano
  - 1r al Trofeu Pantalica
  - Vencedor d'una etapa a la Volta al País Basc
  - Vencedor de 2 etapes al Giro dels Abruços
  - Vencedor d'una etapa del Giro d'Itàlia
- 2001
  - 1r al Giro dels Abruços i vencedor d'una etapa
  - 1r a la Volta a Llombardia
  - Vencedor d'una etapa del Giro d'Itàlia
  - Vencedor d'una etapa a la Setmana Catalana
  - Vencedor d'una prova del Trofeo dello Scalatore
- 2002
  - 1r al Trofeu Laigueglia
  - 1r al Gran Premi Fred Mengoni
  - 1r al Giro del Vèneto
  - Vencedor d'una etapa a la Volta a la Comunitat Valenciana
  - Vencedor de 2 etapes al Tirrena-Adriàtica
  - Vencedor d'una etapa de la Volta a Espanya
- 2003
  - 1r al Giro de la Ligúria i vencedor d'una etapa
  - 1r a les Tre Valli Varesine
  - 1r a la Coppa Placci
  - Vencedor d'una etapa a la Tirrena-Adriàtica
- 2004
  - 1r al Trofeu Matteotti
  - 1r a la Brixia Tour
  - Vencedor d'una etapa de la Volta a Múrcia
- 2005
  - 1r a l'UCI ProTour
  - 1r a la Volta al País Basc i vencedor d'una etapa
  - 1r a l'Amstel Gold Race
  - 1r a la Fletxa Valona
  - Vencedor de 2 etapes del Giro d'Itàlia
- 2006
  - Vencedor d'una etapa de la Volta a Espanya
- 2007
  -  1r al Giro d'Itàlia i vencedor de 2 etapes
  - 1r a la Lieja-Bastogne-Lieja
  - 1r a la Milà-Torí
  - Vencedor d'una etapa de la Setmana Internacional de Coppi i Bartali
- 2008
  - 1r a la Setmana Ciclista Lombarda i vencedor d'una etapa
  - 1r al Giro de l'Emília
- 2009
  - Vencedor d'una etapa del Giro del Trentino
  - Vencedor de 2 etapes del Giro d'Itàlia i 1r de la Classificació per punts[2]
- 2012
  - Vencedor d'una etapa de la Volta a Àustria
  - 1r del Gran Premi Nobili Rubinetterie

### Resultats al Giro d'Itàlia
- 1999. Abandona
- 2000. Abandona. Vencedor d'una etapa
- 2001. 24è de la classificació general. Vencedor d'una etapa
- 2005. 4t de la classificació general. Vencedor de 2 etapes
- 2006. 23è de la classificació general
- 2007. 1r de la classificació general. Vencedor de 2 etapes
- 2008. 8è de la classificació general
- 2009. 2n de la classificació general. Vencedor de 2 etapes i Classificació per punts[2] Desqualificat per dopatge
- 2011. 69è de la classificació general
- 2013. Exclòs per dopatge

### Resultats al Tour de França
- 2003. Abandona (13a etapa)
- 2006. Abandona (2a etapa)

### Resultats a la Volta a Espanya
- 2000. No surt (12a etapa)
- 2001. Abandona (15a etapa)
- 2002. 20è de la classificació general. Vencedor d'una etapa
- 2004. Abandona (19a etapa)
- 2006. Abandona. Vencedor d'una etapa